# مهمان (فیلم ۱۹۷۴)
مهمان (انگلیسی: The Visitor) یک فیلم کمدی ایتالیایی به کارگردانی سرجو مارتینو است که در سال ۱۹۷۴ منتشر شد.

## بازیگران
- سوزان پلیر
- ریکاردو کوچولا
- آلفردو پئا
- روزالبا نری
- رنتسو مارینیانو
- ادا فرونائو
- کارلا مانچینی
- راف بالتاساره
- هیو گریفیث
- ویرا درودی